# 結城義綱
結城 義綱（ゆうき よしつな）は、戦国時代の武将。白河結城氏9代当主。

## 略歴
白河結城氏8代当主・結城顕頼の嫡男として誕生。小峰氏の子とする説もある。永正7年（1510年）の内紛では幼少であったためか義綱の名は見受けられないが、史料上では永正15年（1518年）よりその名が確認でき、この頃から武将としての活動を始めたと推測される。大永2年（1522年）、左兵衛佐に任ぜられた。
白河結城氏は、一時期佐竹氏の内紛（山入一揆）に乗じて勢力を拡大し、佐竹氏の本拠近くまで所領を広げたが、義綱の代には佐竹氏の反攻に遭い、次第に勢力を削られていった。南からの佐竹氏の侵攻の備えとして、白河結城氏は幾つもの支城を築き、諸将を配して守らせたが、義綱の治世下では、永正18年/大永元年（1521年）に常陸国依上保の獅子城が落城し、天文10年（1541年）には陸奥国南端の南郷地域の東館城を佐竹義篤によって攻落されている。この東館城は後に岩城重隆の仲介で、佐竹氏と白河氏の講和の条件として破却されている。
天文元年（1532年）に行われた二階堂氏との合戦では、白河結城氏の長男の刀之助を敵将須田永秀に討ち取られている。確証はないが、時期的には義綱の長男と思われる。
天文3年（1534年）、岩城重隆の娘と嫡男・晴綱との婚姻をめぐって伊達氏と対立し、伊達氏と伊達側についた蘆名氏・石川氏・二階堂氏・相馬氏らと争うが敗北し（滑井合戦）、岩城氏との婚儀は果たせず、所領の一部も失った。そのためか、次代の晴綱は天文の乱で伊達晴宗から田村隆顕を背後から牽制するように要請を受けたが、晴綱はそれに応じず、積極的にこの乱に参加しなかった。
天文11年（1542年）頃に出家し道海と号し、嫡男・晴綱に家督を譲ったものと思われる。
天文13年（1544年）、鹿島神社の別当寺である鹿王山最勝寺に銅鐘を奉納した。この銅鐘は現存し、福島県内では数例、白河市内では唯一の中世の銅鐘として、歴史的価値と併せて貴重な史料となっている。鐘銘に義綱・晴綱父子の他、奉行の和知直頼と斑目広基、一族の南恵綱、新小萱篤綱、鋳物師の早山清次などの名が記されている。
弘治4年（1558年）の書状を最後にその後の事跡は不明であり、この頃に死没したと思われる。